# Software Updater
いくかのLinuxディストリビューションでは、Software Updater（以前はUpdate Managerとして知られる）プログラムが、インストールされたソフトウェアと関連するパッケージをセキュリティや推奨されるパッチのためにアップデートする。Software Updaterはまた、ユーザーにアップデートがあるときこれを知らせ、アルファベット順にこれをリスト表示してユーザーにどのアップデートをインストールするか、選択させる。このアプリケーションは、元々Ubuntuのために書かれたが、今は他のAPTに基づくシステムでも利用されている。
アプリケーションは、当初Update Managerと呼ばれていた。しかし、2012年のUbuntu 12.10のリリースから、名称がSoftware Updaterに変更された。これは機能をよりよく表す名前に変更するためのものである。
Software Updaterは、アップデートをアンインストールすることはできないが、Ubuntu Software Centerや、より技術的に進んだ物としてはSynapticなどを使うことにより、アンインストールは行うことができる。
Ubuntuでは、Software Updaterは、OS自体を新しいバージョン（6ヵ月置きの通常リリース、2年間のLTSともに）にアップデートすることができる。この機能はデスクトップ版にデフォルトで含まれているが、サーバー版にも必要に応じて追加できる。

## Software Updaterを使うディストリビューション
- Kubuntu
- Lubuntu
- Ubuntu
- Ubuntu MATE
- Xubuntu